# 金邦正
金邦正（1886年—1946年），字仲藩，安徽黟县人，金庆慈次子，中国教育家，曾任清华学校校长。

## 生平
金邦正出生于1886年，少时求学于天津严氏家塾、北京税务学堂，1909年由游美学务处考取公费留美，进入美国康奈尔大学、理海大学学习森林学。 1914年在康奈尔大学参与创办中国科学社。
回国后任安徽省立农业学校校长、森林局局长、国立北京农业专门学校校长等职，1920年出任清华学校校长。1921年6月，清华学生声援北京八校教师索薪斗争，宣布“同情罢考”，金邦正压制学生，惩罚留级。1921年秋开学典礼被全体学生拒绝出席，10月13日，金邦正离校。
1922年学习外国玻璃制造技术，创办秦皇岛耀华平板玻璃厂，后任北平上海商业储蓄银行经理。1946年逝世。

## 家庭
- 父：金庆慈
- 兄：金邦平

## 延伸阅读
[在维基数据编辑]
 《游美同學錄·金邦正》，出自《游美同學錄》

| 前任： 严鹤龄 (代理) 正任：张煜全 | 清华学校校长 1920年8月 - 1922年4月 | 繼任： 王文显 (代理) 正任：曹云祥 |

| 中國科學社创办人（1915年）                                                         |
| ---------------------------------------------------------------------------------- |
| 任鸿隽 \| 秉志 \| 周仁 \| 胡明复 \| 赵元任 \| 杨杏佛 \| 过探先 \| 章元善 \| 金邦正 |